# بيدرو كارينيو
بيدرو كارينيو (بالإسبانية: Pedro Carreño) هو سياسي فنزويلي، ولد في 1901 في فنزويلا. حزبياً، نشط في الحزب الاشتراكي الموحد الفنزويلي. وقد انتخب عضو مجلس نواب فنزويلا.